# Eerste divisie 1996/97
Het seizoen 1996/97 van de Nederlandse Eerste divisie had MVV als kampioen. De club uit Maastricht promoveerde daarmee naar de Eredivisie. Via de nacompetitie wist niemand van de zes Eerste divisionisten te promoveren.

## Reguliere competitie

### Deelnemende teams
| Club               | Plaats           | Accommodatie        | Capaciteit | Trainer                             |
| ------------------ | ---------------- | ------------------- | ---------- | ----------------------------------- |
| ADO Den Haag       | Den Haag         | Zuiderparkstadion   | 11.000     | Mark Wotte                          |
| BV Veendam         | Veendam          | De Langeleegte      | 13.000     | Jan Schulting                       |
| Cambuur Leeuwarden | Leeuwarden       | Cambuurstadion      | 13.500     | Han Berger                          |
| Dordrecht '90      | Dordrecht        | Krommedijk          | 12.000     | Robert Verbeek                      |
| Eindhoven          | Eindhoven        | Jan Louwers Stadion | 4.500      | Rob Jacobs Mario Verlijsdonk (a.i.) |
| Emmen              | Emmen            | Meerdijk            | 12.000     | Azing Griever                       |
| Excelsior          | Rotterdam        | Woudestein          | 11.000     | Adrie Koster                        |
| FC Den Bosch       | 's-Hertogenbosch | De Vliert           | 25.000     | Kees Zwamborn                       |
| FC Zwolle          | Zwolle           | Oosterenkstadion    | 15.000     | Jan Everse                          |
| Go Ahead Eagles    | Deventer         | De Adelaarshorst    | 8.011      | Leo van Veen                        |
| Helmond Sport      | Helmond          | De Braak            | 4.200      | Louis Coolen                        |
| Heracles '74       | Almelo           | Bornsestraat        | 8.000      | Gerard Marsman                      |
| HFC Haarlem        | Haarlem          | Jan Gijzenkade      | 2.250      | Ben Hendriks Henny Lee (a.i.)       |
| MVV                | Maastricht       | De Geusselt         | 11.000     | Frans Körver                        |
| RBC                | Roosendaal       | De Luiten           | 5.900      | Jan Poortvliet                      |
| Telstar            | Velsen-IJmuiden  | Schoonenberg        | 18.000     | Cor Pot                             |
| TOP Oss            | Oss              | TOP-stadion         | 3.500      | Adrie Koster                        |
| VVV                | Venlo            | De Koel             | 20.000     | Henk van Stee                       |

### Eindstand
| pos | club               | gs | w  | g  | v  | pnt | dv | dt | ds  |
| --- | ------------------ | -- | -- | -- | -- | --- | -- | -- | --- |
| 1.  | MVV                | 34 | 20 | 10 | 4  | 70  | 62 | 30 | 32  |
| 2.  | Cambuur Leeuwarden | 34 | 20 | 7  | 7  | 67  | 65 | 33 | 32  |
| 3.  | Emmen              | 34 | 18 | 9  | 7  | 63  | 58 | 36 | 22  |
| 4.  | VVV                | 34 | 16 | 9  | 9  | 57  | 55 | 40 | 15  |
| 5.  | FC Zwolle          | 34 | 15 | 10 | 9  | 55  | 52 | 40 | 12  |
| 6.  | Go Ahead Eagles    | 34 | 16 | 7  | 11 | 55  | 58 | 48 | 10  |
| 7.  | FC Den Bosch       | 34 | 16 | 6  | 12 | 54  | 55 | 43 | 12  |
| 8.  | ADO Den Haag       | 34 | 14 | 10 | 10 | 52  | 48 | 48 | 0   |
| 9.  | Eindhoven          | 34 | 14 | 8  | 12 | 50  | 53 | 53 | 0   |
| 10. | BV Veendam         | 34 | 13 | 10 | 11 | 49  | 44 | 35 | 9   |
| 11. | TOP Oss            | 34 | 13 | 8  | 13 | 47  | 46 | 50 | -4  |
| 12. | Dordrecht '90      | 34 | 13 | 7  | 14 | 46  | 45 | 49 | -4  |
| 13. | SC Heracles '74    | 34 | 9  | 10 | 15 | 37  | 51 | 50 | 1   |
| 14. | Helmond Sport      | 34 | 10 | 6  | 18 | 36  | 46 | 64 | -18 |
| 15. | RBC                | 34 | 10 | 5  | 19 | 35  | 41 | 63 | -22 |
| 16. | Telstar            | 34 | 7  | 7  | 20 | 28  | 34 | 68 | -34 |
| 17. | Excelsior          | 34 | 6  | 6  | 22 | 24  | 37 | 67 | -30 |
| 18. | Haarlem            | 34 | 5  | 7  | 22 | 22  | 34 | 67 | -33 |

#### Legenda
| Kleur | Kwalificatie voor                             |
| ----- | --------------------------------------------- |
|       | Promotie naar de Eredivisie                   |
|       | Nacompetitie voor promotie naar de Eredivisie |

### Uitslagen
|                    | ADO   | CAM   | DBO   | D90   | EVV   | EMM   | EXC   | GAE   | HFC   | HSP   | HER   | MVV   | RBC   | TEL   | TOP   | VEE   | VVV   | ZWO   |
| ------------------ | ----- | ----- | ----- | ----- | ----- | ----- | ----- | ----- | ----- | ----- | ----- | ----- | ----- | ----- | ----- | ----- | ----- | ----- |
| ADO Den Haag       |       | 1 – 0 | 1 – 1 | 1 – 2 | 3 – 1 | 1 – 1 | 3 – 1 | 3 – 0 | 1 – 0 | 2 – 1 | 4 – 2 | 0 – 0 | 2 – 1 | 1 – 0 | 1 – 1 | 1 – 0 | 1 – 1 | 1 – 2 |
| Cambuur Leeuwarden | 3 – 0 |       | 1 – 0 | 4 – 0 | 3 – 2 | 0 – 1 | 3 – 1 | 3 – 2 | 2 – 1 | 1 – 2 | 1 – 1 | 0 – 3 | 3 – 2 | 3 – 0 | 1 – 2 | 2 – 2 | 2 – 0 | 2 – 0 |
| FC Den Bosch       | 2 – 1 | 0 – 1 |       | 4 – 1 | 1 – 0 | 1 – 0 | 2 – 1 | 5 – 2 | 2 – 3 | 3 – 1 | 3 – 2 | 1 – 1 | 3 – 0 | 3 – 1 | 0 – 0 | 0 – 1 | 2 – 2 | 1 – 2 |
| Dordrecht '90      | 0 – 0 | 2 – 3 | 4 – 4 |       | 0 – 0 | 0 – 1 | 2 – 1 | 2 – 0 | 4 – 1 | 1 – 0 | 1 – 0 | 0 – 1 | 4 – 1 | 2 – 1 | 3 – 2 | 2 – 1 | 2 – 0 | 0 – 0 |
| Eindhoven          | 2 – 3 | 0 – 0 | 1 – 0 | 2 – 1 |       | 2 – 0 | 1 – 0 | 3 – 1 | 1 – 0 | 0 – 3 | 2 – 1 | 1 – 1 | 2 – 2 | 3 – 3 | 3 – 0 | 5 – 3 | 1 – 4 | 1 – 2 |
| Emmen              | 2 – 1 | 3 – 2 | 0 – 2 | 2 – 1 | 1 – 1 |       | 2 – 1 | 1 – 1 | 4 – 1 | 0 – 0 | 1 – 0 | 0 – 2 | 3 – 1 | 5 – 1 | 2 – 0 | 0 – 0 | 0 – 0 | 4 – 1 |
| Excelsior          | 2 – 1 | 0 – 0 | 0 – 1 | 2 – 1 | 3 – 1 | 3 – 1 |       | 0 – 1 | 0 – 5 | 1 – 2 | 1 – 4 | 0 – 1 | 1 – 0 | 1 – 1 | 2 – 3 | 0 – 3 | 0 – 0 | 1 – 2 |
| Go Ahead Eagles    | 4 – 1 | 1 – 1 | 2 – 3 | 4 – 1 | 0 – 1 | 1 – 1 | 4 – 1 |       | 2 – 1 | 2 – 0 | 2 – 1 | 2 – 2 | 2 – 0 | 3 – 0 | 1 – 0 | 2 – 1 | 1 – 0 | 0 – 1 |
| Haarlem            | 1 – 1 | 0 – 2 | 2 – 1 | 0 – 0 | 1 – 2 | 0 – 5 | 2 – 1 | 1 – 1 |       | 1 – 0 | 1 – 3 | 3 – 4 | 0 – 1 | 1 – 1 | 1 – 1 | 0 – 1 | 2 – 3 | 3 – 3 |
| Helmond Sport      | 6 – 3 | 1 – 4 | 1 – 2 | 3 – 2 | 2 – 1 | 1 – 2 | 3 – 3 | 0 – 5 | 1 – 0 |       | 4 – 1 | 1 – 2 | 1 – 2 | 1 – 1 | 1 – 2 | 2 – 0 | 0 – 3 | 0 – 0 |
| SC Heracles '74    | 1 – 1 | 0 – 0 | 0 – 1 | 0 – 1 | 2 – 3 | 2 – 1 | 2 – 2 | 2 – 3 | 3 – 1 | 4 – 1 |       | 0 – 0 | 2 – 2 | 4 – 0 | 0 – 1 | 4 – 2 | 3 – 0 | 2 – 1 |
| MVV                | 3 – 1 | 1 – 0 | 2 – 1 | 1 – 2 | 3 – 0 | 1 – 3 | 3 – 0 | 2 – 2 | 3 – 0 | 3 – 2 | 1 – 1 |       | 8 – 0 | 2 – 1 | 3 – 0 | 1 – 0 | 2 – 0 | 1 – 1 |
| RBC                | 1 – 1 | 1 – 5 | 2 – 1 | 3 – 0 | 5 – 4 | 2 – 4 | 0 – 3 | 3 – 0 | 6 – 0 | 1 – 2 | 0 – 0 | 1 – 2 |       | 1 – 0 | 1 – 3 | 0 – 1 | 1 – 0 | 0 – 1 |
| Telstar            | 0 – 0 | 1 – 2 | 2 – 3 | 1 – 0 | 1 – 3 | 0 – 1 | 3 – 1 | 2 – 4 | 0 – 0 | 2 – 2 | 2 – 1 | 0 – 2 | 1 – 0 |       | 1 – 3 | 1 – 0 | 0 – 4 | 2 – 1 |
| TOP Oss            | 0 – 2 | 1 – 4 | 3 – 1 | 1 – 1 | 1 – 2 | 2 – 3 | 4 – 1 | 1 – 1 | 1 – 0 | 1 – 0 | 3 – 1 | 1 – 1 | 0 – 1 | 0 – 2 |       | 0 – 3 | 3 – 0 | 2 – 1 |
| BV Veendam         | 2 – 4 | 1 – 1 | 1 – 0 | 1 – 0 | 1 – 1 | 1 – 1 | 0 – 0 | 1 – 2 | 1 – 0 | 0 – 0 | 2 – 0 | 4 – 0 | 0 – 0 | 2 – 1 | 2 – 2 |       | 4 – 0 | 2 – 1 |
| VVV                | 5 – 0 | 0 – 3 | 1 – 1 | 2 – 1 | 2 – 1 | 1 – 1 | 3 – 2 | 2 – 0 | 3 – 2 | 3 – 1 | 1 – 1 | 2 – 0 | 2 – 0 | 5 – 1 | 1 – 1 | 1 – 0 |       | 1 – 1 |
| FC Zwolle          | 0 – 1 | 1 – 3 | 1 – 0 | 2 – 2 | 0 – 0 | 3 – 2 | 3 – 1 | 2 – 0 | 3 – 0 | 6 – 1 | 1 – 1 | 0 – 0 | 2 – 0 | 4 – 1 | 3 – 1 | 1 – 1 | 0 – 3 |       |

## Statistieken

### Topscorers
| #   | Naam                 | Club               | Goal |
| --- | -------------------- | ------------------ | ---- |
| 1.  | Michel van Oostrum   | Emmen              | 25   |
| 2.  | Erik Tammer          | Go Ahead Eagles    | 23   |
| 3.  | Jerry Taihuttu       | TOP Oss            | 17   |
| 4.  | Rik Platvoet         | MVV                | 16   |
| 5.  | Jan Bruin            | FC Zwolle          | 14   |
|     | Henny Meijer         | BV Veendam         | 14   |
|     | Folkert Velten       | SC Heracles        | 14   |
| 8.  | Arno Arts            | Cambuur Leeuwarden | 13   |
|     | Roland Vroomans      | Eindhoven          | 13   |
| 10. | Marinus Dijkhuizen   | Cambuur Leeuwarden | 12   |
|     | Yvo Joordens         | MVV                | 12   |
|     | Ruud van Nistelrooij | FC Den Bosch       | 12   |

## Nacompetitie

### Groep A

#### Eindstand
| pos | club         | gs | w | g | v | pnt | dv | dt | ds |
| --- | ------------ | -- | - | - | - | --- | -- | -- | -- |
| 1.  | RKC Waalwijk | 6  | 5 | 0 | 1 | 15  | 19 | 6  | 13 |
| 2.  | FC Zwolle    | 6  | 3 | 1 | 2 | 10  | 6  | 9  | -3 |
| 3.  | Emmen        | 6  | 2 | 1 | 3 | 7   | 8  | 10 | -2 |
| 4.  | ADO Den Haag | 6  | 0 | 2 | 4 | 2   | 3  | 11 | -8 |

#### Legenda
| Kleur | Kwalificatie voor            |
| ----- | ---------------------------- |
|       | Geplaatst voor de Eredivisie |

#### Uitslagen
|              | ADO   | EMM   | RKC   | ZWO   |
| ------------ | ----- | ----- | ----- | ----- |
| ADO Den Haag |       | 0 – 1 | 1 – 2 | 0 – 2 |
| Emmen        | 1 – 1 |       | 4 – 5 | 2 – 1 |
| RKC Waalwijk | 4 – 0 | 2 – 0 |       | 6 – 0 |
| FC Zwolle    | 1 – 1 | 1 – 0 | 1 – 0 |       |

### Groep B

#### Eindstand
| pos | club               | gs | w | g | v | pnt | dv | dt | ds  |
| --- | ------------------ | -- | - | - | - | --- | -- | -- | --- |
| 1.  | N.E.C.             | 6  | 5 | 0 | 1 | 15  | 19 | 5  | 14  |
| 2.  | Go Ahead Eagles    | 6  | 5 | 0 | 1 | 15  | 17 | 5  | 12  |
| 3.  | Cambuur Leeuwarden | 6  | 2 | 0 | 4 | 6   | 8  | 15 | -7  |
| 4.  | VVV                | 6  | 0 | 0 | 6 | 0   | 6  | 22 | -16 |

#### Legenda
| Kleur | Kwalificatie voor            |
| ----- | ---------------------------- |
|       | Geplaatst voor de Eredivisie |

#### Uitslagen
|                    | CAM   | GAE   | NEC   | VVV   |
| ------------------ | ----- | ----- | ----- | ----- |
| Cambuur Leeuwarden |       | 0 – 4 | 0 – 4 | 3 – 2 |
| Go Ahead Eagles    | 3 – 2 |       | 2 – 1 | 5 – 1 |
| N.E.C.             | 2 – 1 | 3 – 0 |       | 6 – 0 |
| VVV                | 0 – 2 | 1 – 3 | 2 – 3 |       |

ADO Den Haag ·
Cambuur Leeuwarden ·
FC Den Bosch ·
Dordrecht '90 ·
Eindhoven ·
Emmen ·
Excelsior ·
Go Ahead Eagles ·
Haarlem ·
Helmond Sport ·
Heracles '74 ·
MVV ·
RBC ·
Telstar ·
TOP Oss ·
BV Veendam ·
VVV ·
FC Zwolle
Eerste klasse

1955/56

Eerste divisie

1956/57 · 1957/58 · 1958/59 · 1959/60 · 1960/61 · 1961/62 · 1962/63 · 1963/64 · 1964/65 · 1965/66 · 1966/67 · 1967/68 · 1968/69 · 1969/70 · 1970/71 · 1971/72 · 1972/73 · 1973/74 · 1974/75 · 1975/76 · 1976/77 · 1977/78 · 1978/79 · 1979/80 · 1980/81 · 1981/82 · 1982/83 · 1983/84 · 1984/85 · 1985/86 · 1986/87 · 1987/88 · 1988/89 · 1989/90 · 1990/91 · 1991/92 · 1992/93 · 1993/94 · 1994/95 · 1995/96 · 1996/97 · 1997/98 · 1998/99 · 1999/00 · 2000/01 · 2001/02 · 2002/03 · 2003/04 · 2004/05 · 2005/06 · 2006/07 · 2007/08 · 2008/09 · 2009/10 · 2010/11 · 2011/12 · 2012/13 · 2013/14 · 2014/15 · 2015/16 · 2016/17 · 2017/18 · 2018/19 · 2019/20 · 2020/21 · 2021/22 · 2022/23 · 2023/24 · 2024/25

Eredivisie · Eerste divisie · Johan Cruijff Schaal · KNVB Beker · Play-offs